# Rijksbureau voor Papier
Het Nederlandse Rijksbureau voor Papier werd op in 28 augustus 1939 bij beschikking van Maximilien Paul Léon Steenberghe, minister van Economische Zaken, opgericht en was gevestigd in Haarlem. Doel van het bureau was het hebben van toezicht op de productie, de prijsvorming en de prijsbeheersing van papier. Tijdens de bezetting kwam het Rijksbureau onder Duitse directie en bestuur te staan.
Voordat het bureau in 1950 werd opgeheven, had het bestaan uit het Rijksbureau voor Papier (18 augustus 1939 - juli 1943), het Rijksbureau voor verwerkende industrieën, sectie Grafische Industrie (1940-1943) en het Rijksbureau voor papier, papierverwerkende en Grafische Industrie (1943-1950).
De distributie van papier berustte tijdens de Tweede Wereldoorlog bij het Rijksbureau voor Papier, en het op 27 november 1940 opgerichte Departement van Volksvoorlichting en Kunsten had ook een afdeling Boekwezen gekregen, waar kwalitatief beoordeeld werd of een boekwerk uitgegeven mocht worden. De afdeling Boekwezen beoordeelde niet alleen de tekst maar ook de opmaak zoals het lettertype en de witmarges. Het nemen van dergelijke beslissingen duurde maanden, hetgeen uitgevers irriteerde. Zelden kregen uitgevers houtvrij papier toegewezen.
Na het verkrijgen van toestemming kreeg de uitgever een kengetal/codenummer dat in het boek vermeld moest worden.
Buiten de afdeling Boekwezen om ontstond een zwarte handel in papier. Ook werden steeds vaker kleine genummerde oplagen gemaakt. Vaak werden deze boekjes geantedateerd want in 1940 bestonden de strenge regels nog niet. Veel uitgeverijen moesten hun letters inleveren waarna ze omgesmolten werden.
Al eind mei 1940, enkele weken nadat Arthur Seyss-Inquart had gezegd dat de Duitsers zich niet met de Nederlandse cultuur zouden bemoeien, werd al verboden Franse of Engelse boeken te hebben, of boeken geschreven door immigranten of joden. Als reactie werden duizenden boeken verbrand, vooral in de Jodenbuurten. Boekhandels verkochten bijna geen boeken meer. In oktober 1940 werden zelfs schoolboeken verboden.
Toen het Departement een verzoek kreeg om het Boertigh, Amoreus en Aendachtigh Groot Liedboeck van G.A. Bredero in eerste herdruk te nemen, kreeg de uitgever nog houtvrij papier toewezen voor een oplage van 1500 stuks. De zending papier werd drie maanden later verzonden maar niet ontvangen. Bijna alle stoombootondernemingen waren in handen van de Wehrmacht. Toen de zending elders in het land werd gevonden, had alles wekenlang onbeschermd tegen weer en wind op een kade gelegen, en was het onbruikbaar. Gelukkig gaf het Departement opnieuw toestemming papier af te nemen. De aflevering duurde weer enkele maanden. Intussen was het huis van de man die de inleiding zou schrijven, gevorderd. Na zijn verhuizing kon het drukken beginnen. Inmiddels had de boekbinder geen linnen meer en kreeg het liederenboek een papieren rug.